# Ares Vallis
Ares Vallis é um vale em Marte, que recebeu o nome grego para Marte: Ares,  o deus da guerra; ele aparenta ter sido esculpido por fluidos, talvez água. O vale 'flui' para noroeste partindo da região montanhosa de Margaritifer Terra, onde a depressão de Iani Chaos (180 km de extensão e 200 km de largura) se conecta ao início de Ares Vallis por uma longa zona de transição de 100 km centrada a 342.5° longitude leste (17.5 oeste) e 3° latitude norte. A região se estende através dos antigos planaltos de Xanthe Terra, e termina na região de delta chamada Chryse Planitia. Ares Vallis foi o local de aterrissagem da sonda Mars Pathfinder da NASA, que estudou a região do vale próximo à delimitação com Chryse em 1997.
Uma pesquisa, publicada em janeiro de 2010, sugere que Marte possuíra lagos, cada um medindo aproximadamente 20 de largura, ao longo de partes do equador, no quadrângulo de Oxia Palus. Apesar de uma pesquisa recente ter demonstrado que Marte possuíra um clima quente e úmido em seus primórdios que se tornou seco desde então, estes lagos existiram no período Hesperiano, um período muito anterior.  Utilizando-se imagens detalhadas da sonda Mars Reconnaissance Orbiter da NASA, os pesquisadores especulam que pode ter havido um aumento na atividade vulcânica, nos impactos de meteoro ou mudanças na órbita de Marte durante este período para aquecer a atmosfera de Marte a ponto de derreter o gelo abundante presente no subsolo. Vulcões teriam liberado gases que tornaram a atmosfera espessa por um período temporário, aprisionando mais luz solar tornando a aquecida o bastante para possibilitar a existência de água. Nesse novo estudo, canais foram descobertos, que conectavam as bacias lacustres de Ares Vallis. Quando um lago atingia o volume máximo, suas águas transbordavam os bancos esculpindo canais até uma área mais baixa, onde outro lago era formado. Estes lagos poderiam ser outro local para a busca por evidência de vida passada e presente.

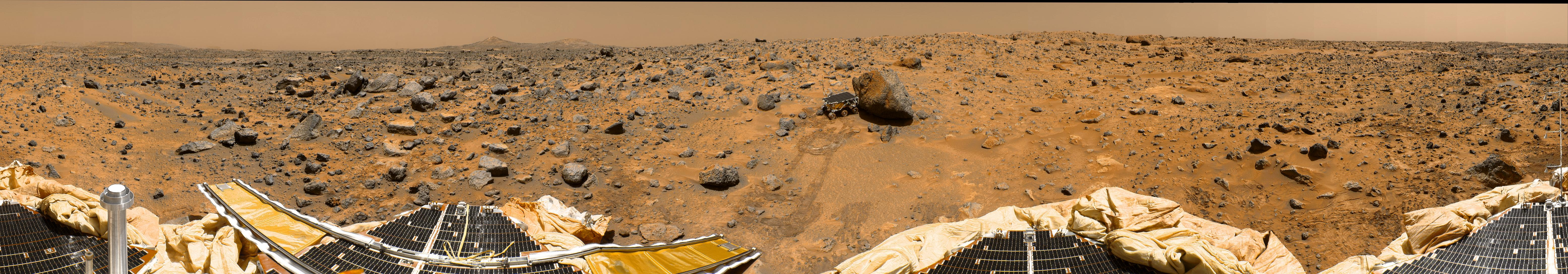
Vista panorâmica de parte de Ares Vallis, imagem obtida pela sonda Mars Pathfinder.

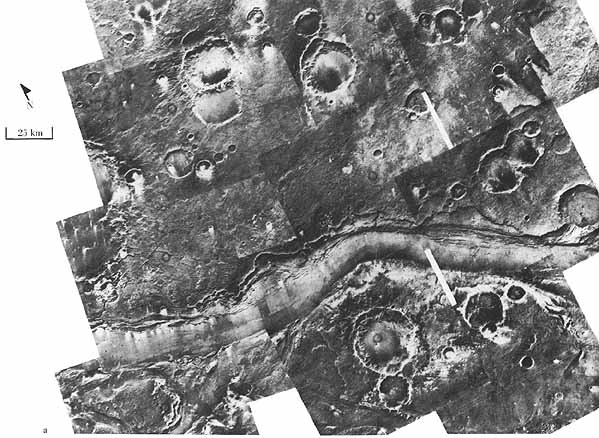
Ares Vallis, visto pela Viking. O canal possui uma largura de 25 km e aproximadamente 1 km de profundidade.
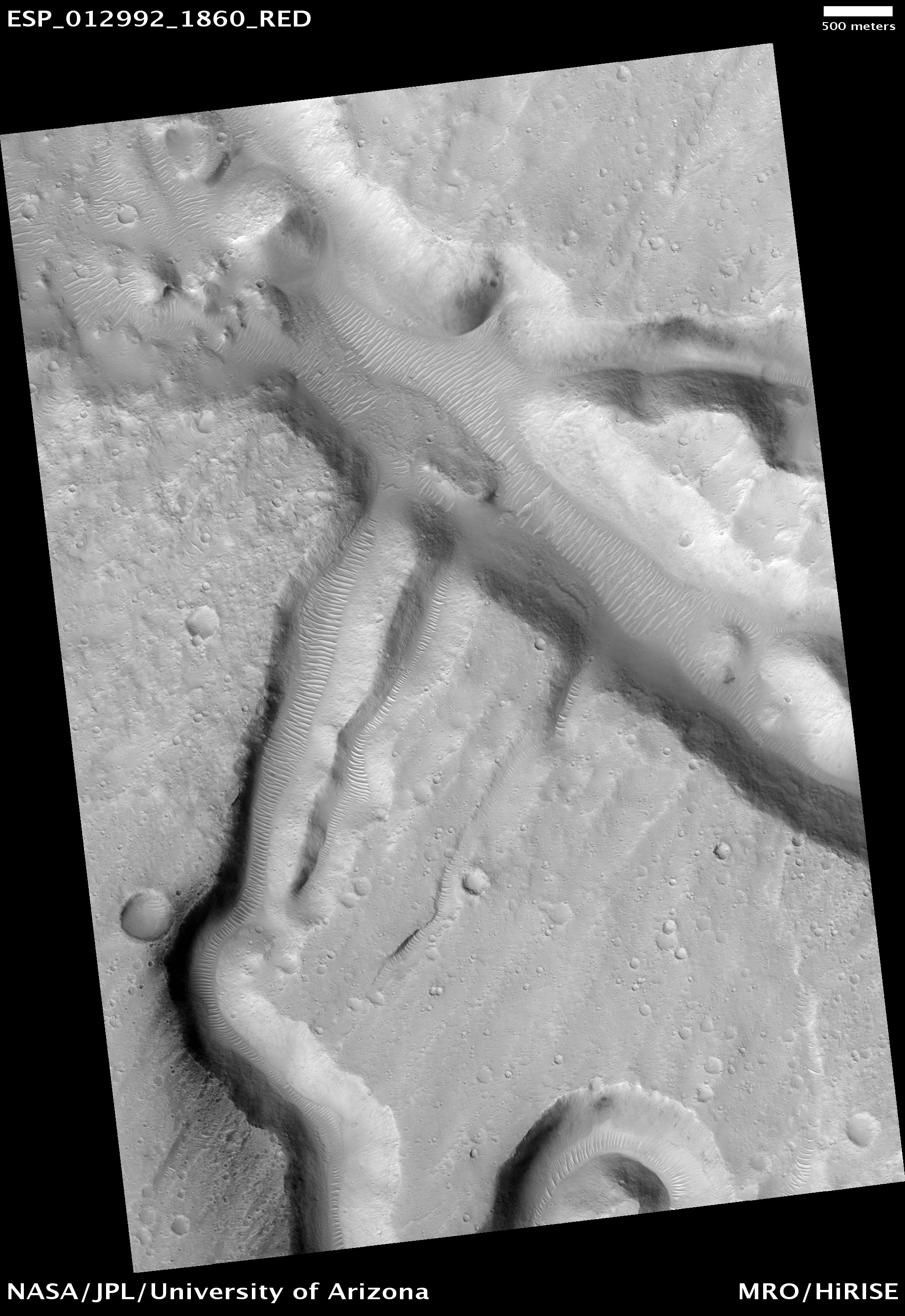
Canais na região de Ares Vallis, visto pela HiRISE.
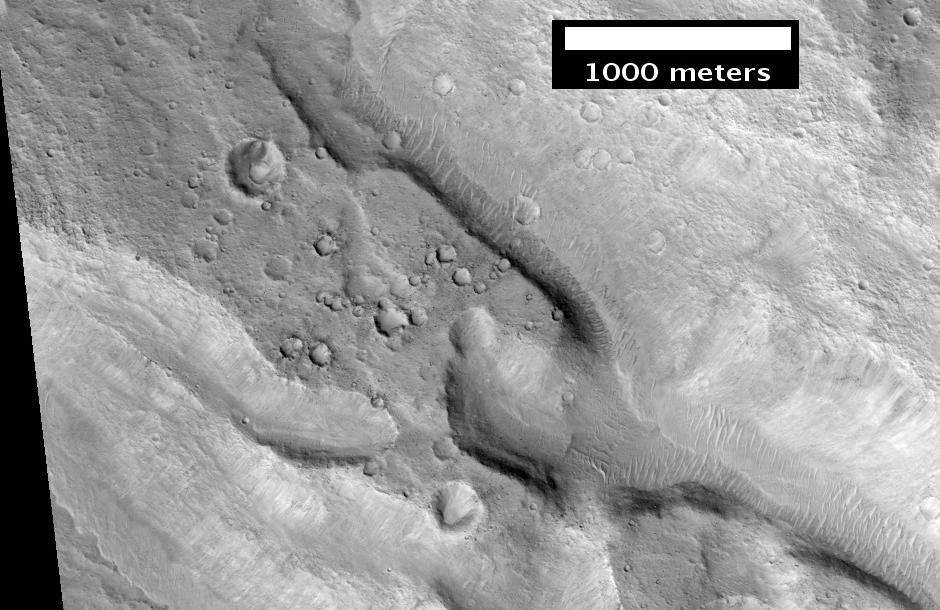
Ares Valles, visto pela HiRISE.
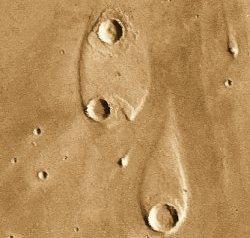
Ilhas sedimentares em forma de gota em Ares Vallis.